# RZ Pyxidis
Désignations
RZ Pyxidis est une binaire à éclipses de la constellation de la Boussole, composé de deux jeunes étoiles âgées de moins de deux millions d'années. Les deux sont des étoiles chaudes bleues-blanches avec un type spectral combiné B7V et mesurent environ 2,5 fois le rayon du Soleil. L'une est environ cinq fois plus lumineuse que le Soleil et l'autre environ quatre fois plus lumineuse. Le système est classé comme une étoile variable de type Beta Lyrae, sa magnitude apparente variant de 8,83 à 9,72 sur 0,66 jour.